# John F. Kennedy (Schiff, 1965)
Die John F. Kennedy ist ein 1965 in Dienst gestelltes Fährschiff der Reederei Staten Island Ferry. Es verkehrte bis zu seiner Ausmusterung im August 2021 56 Jahre lang zwischen Manhattan und Staten Island.

## Geschichte
Die John F. Kennedy wurde 1963 als Typschiff der aus drei Einheiten bestehenden Kennedy-Klasse in Auftrag gegeben und lief 1965 unter der Baunummer 647 in der Werft der Levingston Shipbuilding Company im texanischen Orange vom Stapel. Die Ablieferung an den Betreiber Staten Island Ferry erfolgte am 14. Mai 1965.
Während ihre Schwesterschiffe bereits 2006 und 2007 ausgemustert und durch neue Fähren ersetzt wurden, befand sich die John F. Kennedy noch mit über 55 Jahren im aktiven Dienst. Sie stand zuletzt jedoch nicht mehr im täglichen Einsatz, sondern wurde an besonders arbeitsreichen Tagen als Ergänzung zu den neueren Fähren eingesetzt. Im August 2021 beendete die Fähre ihre aktive Dienstzeit nach 56 Jahren nach der Indienststellung der Ollis-Klasse. Diese neue Schiffsklasse ist in ihrem äußeren Erscheinungsbild an die John F. Kennedy angelehnt, da die Fähre bei Fahrgästen wegen ihrer offenen Promenaden als sehr beliebt galt.
Im Januar 2022 wurde die John F. Kennedy bei einer Versteigerung für 280.100 US-Dollar an die Komiker Pete Davidson und Colin Jost verkauft, die das als Wahrzeichen geltende Schiff zu einer Bühne für Liveshows umbauen wollen.